# Giro di Toscana 1982
Il Giro di Toscana 1982, cinquantaseiesima edizione della corsa, si svolse l'8 maggio su un percorso di 231,8 km, con partenza a Reggello e arrivo a Montecatini Terme. Fu vinto dall'italiano Francesco Moser della Famcucine-Campagnolo davanti ai suoi connazionali Gianbattista Baronchelli e Alfio Vandi.

## Ordine d'arrivo (Top 10)
| Pos. | Corridore                | Squadra                          | Tempo    |
| ---- | ------------------------ | -------------------------------- | -------- |
| 1    | Francesco Moser          | Famcucine-Campagnolo             | 6h05'00" |
| 2    | Gianbattista Baronchelli | Bianchi-Piaggio                  |          |
| 3    | Alfio Vandi              | Selle San Marco-Wilier Triestina |          |
| 4    | Alessandro Paganessi     | Bianchi-Piaggio                  |          |
| 5    | Roberto Visentini        | Sammontana-Benotto               |          |
| 6    | Bruno Leali              | Inoxpran                         |          |
| 7    | Franco Chioccioli        | Selle Italia-Chinol              |          |
| 8    | Claudio Torelli          | Famcucine-Campagnolo             |          |
| 9    | Davide Cassani           | Termolan-Galli                   |          |
| 10   | Giuseppe Montella        | Selle San Marco                  |          |